# 샤바브 알다히리야 SC
샤바브 알다히리야 SC(아랍어: نادي شباب الظاهرية الرياضي, 영어: Shabab Al-Dhahiriya Sports Club)는 1974년에 창단된 팔레스타인의 축구 클럽으로, 헤브론을 연고로 하고 있다. 현재 팔레스타인의 최상위 리그 중 하나인 서안 지구 프리미어리그에 참가하고 있다. 샤바브 알다히리야는 팔레스타인에서 가장 많은 응원을 받는 축구팀 중 하나이며, 서안 지구 프리미어리그에 참가하는 축구팀 중 가장 큰 팬층을 갖고 있다.